# Държавно устройство на Република Конго
Република Конго е президентска република.

## Законодателна власт
Законодателният орган в Република Конго е двукамарен парламент. Горната камара (Сенат) на парламента има 72 места (по 6 за всеки 12 области). Долната камара (Народното събрание) на парламента има 137 места.